# Dłuto pasieczne

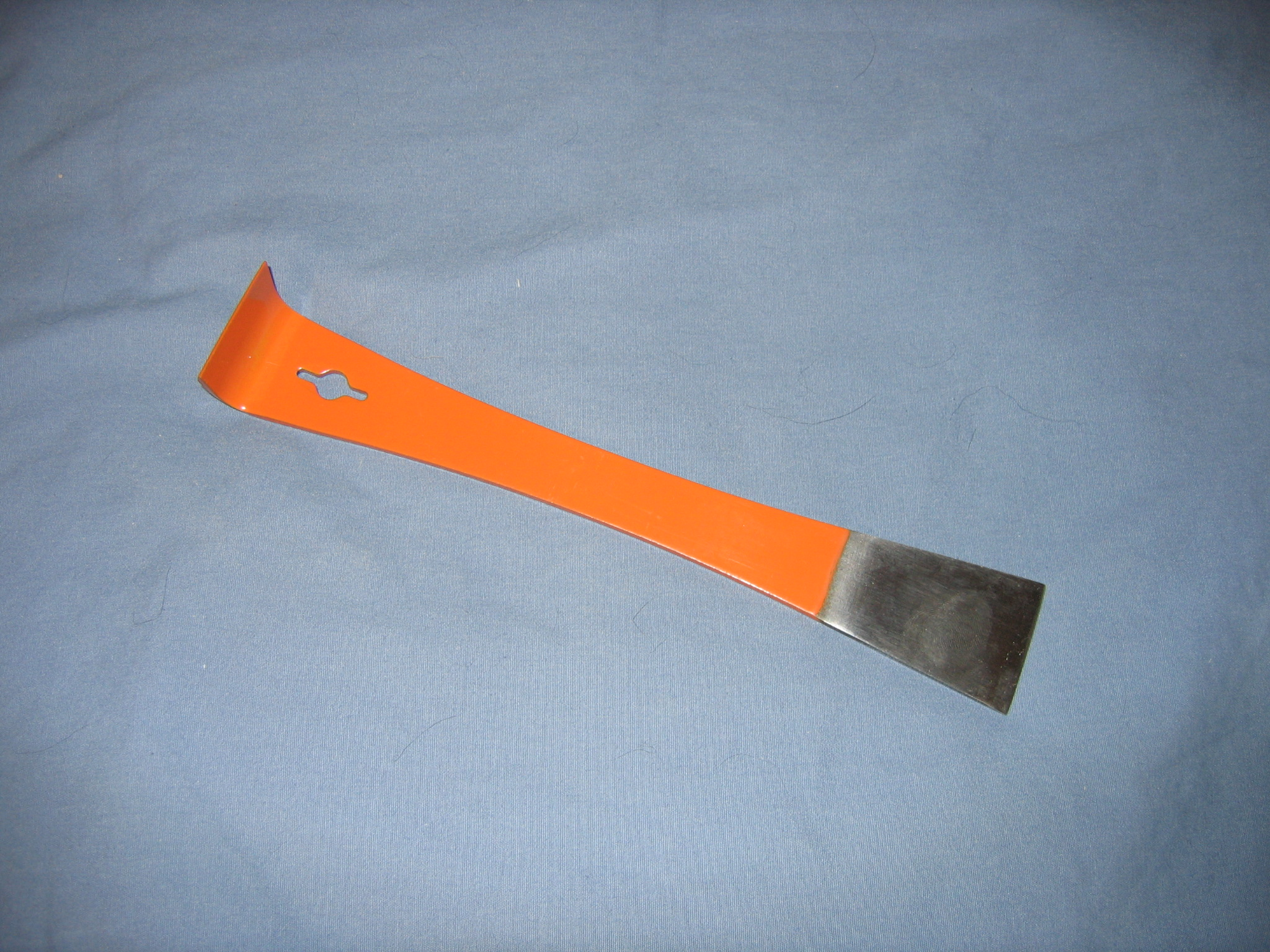
Dłuto pasieczne

Dłuto pasieczne – płaskownik stalowy grubości ok. 4 mm, ze spłaszczonymi, rozszerzonymi i zaostrzonymi końcami, długości 18–20 cm i szerokości w środkowej części 2 cm. Jeden koniec na długości 1 cm jest zagięty pod kątem prostym. Zagięty koniec może być zabudowany z boków ściankami.
Dłuto pasieczne służy do rozdzielania połączonych kitem pszczelim elementów ula, zeskrobywania z ramek kitu i wosku.